# Tannodia obovata
Tannodia obovata är en törelväxtart som beskrevs av Radcl.-sm.. Tannodia obovata ingår i släktet Tannodia och familjen törelväxter. Inga underarter finns listade i Catalogue of Life.